# 火与血
《火与血》（英語：Fire and Blood）是美国作家乔治·R·R·马丁所写的一本奇幻书籍，由道格·维特利插图。它讲述了坦格利安家族的历史。乔治·R·R·马丁打算分为两卷出版，第一卷于2018年11月20日发布。

## 出版历史
2014年，乔治·R·R·马丁将《冰与火之歌的世界》删除了超过20万字，把这些文字并合并到了《火与血》中。
2017年2月，乔治·R·R·马丁的《冰与火之歌的世界》合著者埃里奥·加西亚在2017年于赫尔辛基举行的第75届世界科幻大会上与乔治·马丁谈论了《火与血》的第一卷。据埃里奥·加西亚所说，除了为《冰与火之歌的世界》创作的从未发表的材料外，马丁还为这本书创造了全新的材料，他“只是稍微详细描述了一下”杰赫里斯一世·坦格利安国王的长期统治，这在以前只在未发表的文本《龙的继承人》中提到过，马丁将其缩减形成中篇小说《浪荡王子》。。
2017年7月22日，马丁在他的博客上透露，由于《火与血》的材料过多，他决定将坦格利安家族的历史分为两卷出版。第一卷涵盖了从征服者伊耿到伊耿三世·坦格利安摄政期间的维斯特洛大陆的历史。虽然第一卷已经出版，但到2017年7月时，第二卷大部分尚未写成。
2018年4月，在宣布将于2018年11月出版第一卷时，马丁透露他的手稿长达989页，并将于2018年10月发布摘录。

## 内容
《火与血》是以《冰与火之歌》中的历史学家学士吉尔代恩以第一人称的口述来写的关于坦格利安王朝的文章。吉尔代恩引用了各种虚构的原始资料来描述他所叙述的历史事件，这些资料有时相互矛盾，反映了中世纪的历史编纂方法，因此从读者的角度来看，吉尔代恩是一个不可靠的叙述者。
《火与血》的第一卷包含以下内容：
- “坦格利安的征服”：伊耿一世·坦格利安对维斯特洛七王国的征服。在《冰与火之歌的世界》中以大致相同的版本出版。

- “龙的和平”：伊耿一世征服后的统治时期。虽然伊耿一世的统治在《冰与火之歌的世界》中被简略提及，但该文本的部分内容以前从未发表过。

- “巨龙之子[6]”：聚焦于伊耿一世的儿子，国王伊尼斯一世·坦格利安和国王梅葛一世·坦格利安的生活，以梅葛一世·坦格利安的死亡和伊尼斯之子杰赫里斯一世·坦格利安的即位结束。2017年10月，缩减版《巨龙之子》在选集《剑的书》中发布。

- “龙的继承人”：约1.7万字，聚焦于杰赫里斯一世·坦格利安的统治及其儿子们去世后的继承危机。缩减版为《浪荡王子》，此前在2014年的选集《浪荡者》中出版，《浪荡王子》使用了《浪荡者》的大部分文本。

- “巨龙之死”：约6万字[7]，聚焦于著名的内战“血龙狂舞”，即雷妮拉·坦格利安与她的同父异母兄弟伊耿二世争夺王位的坦格利安内战。缩减版有3万英语单词，包含在《公主与女王》中，后者于2013年在选集《危险的女人》中出版。

- “余波——少年国王与他的摄政王”：涵盖了雷妮拉之子伊耿三世统治的最初几年，当时王国由伊耿的摄政王统治。据加西亚说，它的总字数“几乎和《巨龙之死》一样长”。

《火与血》类似于《七王国骑士》的插图风格。这本书包含了由道格·维特利绘制的超过75幅黑白插图。

## 评价
《火与血》的第一卷获得了评论家的褒贬不一的评价。《泰晤士报》的雨果·里夫金德形容它是“冗长、自我放纵的垃圾”。《独立报》的罗辛·奥康纳批评这本书的干巴巴的语调，并表示阅读它感觉像是“你被分配了一篇稍微有趣但往往乏味的作业”。《出版人周刊》指出“马丁富有感染力的叙述风格和扣人心弦的叙事才华在这部干巴巴的历史中大多不见了”。
相反，《星期日泰晤士报》的丹·琼斯称赞这本书，称它为“一部流行历史小说的杰作”。同样，Tor.com的克里斯·劳夫形容这本书是“……18年来最好的《冰与火之歌》书籍”，这与《剑之风暴》作了对比。

## 汉语译本
中华人民共和国的重庆出版社在2020年出版了《火与血》的第一卷的汉译本，名为《血与火：坦格利安王朝史》。

## 改编
HBO的电视剧《龙之家族》改编自《火与血》的第一卷中的内容。